# Säkerhetspolischef
Säkerhetspolischefen, vanligen kallad Säpochefen, är myndighetschef och generaldirektör för Säkerhetspolisen, som sorterar under Justitiedepartementet. Innehavaren av Säkerhetspolischefsposten är den högste chefen för Säkerhetspolisen i  Sverige. Säkerhetspolischef är från 1 oktober 2021 Charlotte von Essen.

## Uppgifter och ansvar
Säkerhetspolischefen är myndighetschef och högsta ansvarig för Säkerhetspolisen. Generaldirektörens stab understödjer vederbörande i ledningsfunktionen. 
Enligt §2 i Polisförordningen har säkerhetspolischefen vid tillämpning av lag eller förordning polismans befogenheter i kraft av ämbetet.

## Ämbetets historia

Säkerhetspolischefens gradbeteckning.

Säkerhetspolisen var ursprungligen säkerhetsavdelningen inom Rikspolisstyrelsen (RPS). På slutet av 1980-talet blev SÄPO en mer fristående enhet inom RPS och från 1 oktober 1989 fick säkerhetspolischefen även ställning som generaldirektör. 
Den 1 januari 2015 omorganiserades polisväsendet i Sverige. Rikspolisstyrelsen ersattes av Polismyndigheten och Säkerhetspolisen blev en helt fristående myndighet. Säkerhetspolischefen är sedan dess myndighetschef för Säkerhetspolisen.

### Lista över Sveriges Säkerhetspolischefer
Chefer för Säkerhetspolisen från den 1 juli 1964:
- 1964–1970: P.G. Vinge
- 1970–1976: Hans Holmér
- 1976–1987: Sven-Åke Hjälmroth
- 1987−1989: Sune Sandström

Generaldirektörer för Säkerhetspolisen, tillika Säkerhetspolischefer, från den 1 oktober 1989:
- 1989–1994: Mats Börjesson
- 1994–1999: Anders Eriksson
- 2000–2003: Jan Danielsson
- 2004–2007: Klas Bergenstrand
- 2007–2012: Anders Danielsson
- 2012–2018: Anders Thornberg
- 2018–2021: Klas Friberg
- 2021–: Charlotte von Essen